# John Herdman
John Herdman (ur. 19 lipca 1975 w Consett) – angielski trener piłkarski. W latach 2018–2023 roku selekcjoner reprezentacji Kanady, z którą w 2022 roku wywalczył pierwszy od 36 lat awans na mistrzostwa świata.

## Kariera trenerska

### Reprezentacje kobiet
John Herdman, zanim rozpoczął trenerską karierę, występował jako piłkarz w amatorskim czwartoligowym klubie Hibiscus Coast AFC z Nowej Zelandii. W 2003 roku Nowozelandzki Związek Piłki Nożnej mianował go na stanowisko trenera ds. edukacji, a później na dyrektora ds. rozwoju piłki nożnej. W 2006 roku został selekcjonerem reprezentacji Nowej Zelandii kobiet. Równocześnie prowadził również drużynę U-20. Dorosłą reprezentację poprowadził na mistrzostwach świata kobiet w 2007 i 2011 roku oraz na Letnich Igrzyskach Olimpijskich 2008. Na tych turniejach nie odniósł jednak sukcesu.
W 2011 roku został selekcjonerem reprezentacji Kanady kobiet. Z tą reprezentacją odnosił już sukcesy. W 2011 roku zdobył złoty medal na igrzyskach panamerykańskich. W 2012 zajął trzecie miejsce na igrzyskach olimpijskich. Sukces ten powtórzył na igrzyskach w Rio de Janeiro w 2016 roku. Dodatkowo wygrał w tym samym roku prestiżowy turniej Puchar Algarve, pokonując w finale Brazylię 2:1.

### Reprezentacja Kanady mężczyzn
Dobre wyniki w kadrze kobiet sprawiły, że 8 stycznia 2018 roku podpisał kontrakt z reprezentacją Kanady mężczyzn. Z drużyną wystąpił na Złotym Pucharze CONCACAF 2019. Tam odpadł jednak w ćwierćfinale z Haiti. W 2021 roku ponownie poprowadził drużynę na Złotym Pucharze. Tym razem odpadł w półfinale z Meksykiem, zdobywając brązowy medal.
Jego największym osiągnięciem jest jednak awans na mistrzostwa świata w Katarze. W eliminacjach Kanada bez problemu przeszła przez dwie pierwsze rundy – w pierwszej rundzie zajęła pierwsze miejsce w grupie B z czterema zwycięstwami nad Surinamem, Bermudami, Arubą i Kajmanami, w drugiej rundzie pokonała Haiti w dwumeczu. W rundzie finałowej Herdman z drużyną zajął pierwsze miejsce z 8 zwycięstwami na koncie. Ostatecznie awans na mundial wywalczył 27 marca 2022 roku, wygrywając z Jamajką 4:0. Kanada powróciła na ten turniej po 36 latach przerwy. Z drużyną zanotował również awans w rankingu FIFA z 95. na 33. miejsce.

## Statystyki
Aktualne na 30 marca 2022.
| Zespół | Od              | Do      | Statystyka | Statystyka | Statystyka | Statystyka | Statystyka |
| Zespół | Od              | Do      | M          | W          | R          | P          | % W        |
| ------ | --------------- | ------- | ---------- | ---------- | ---------- | ---------- | ---------- |
| Kanada | 8 stycznia 2018 | Obecnie | 41         | 29         | 4          | 8          | 70,73      |

## Osiągnięcia

### Trener

#### Kanada kobiet
- Brązowy medal na letnich igrzyskach olimpijskich: 2012, 2016[2]
- Złoty medal na igrzyskach panamerykańskich: 2011[2]
- Złoty medal na Pucharze Algarve: 2016[4]